# Guillermo Rosales
Guillermo Rosales (La Habana, Cuba; 1946 – Miami, Estados Unidos; 1993) fue un escritor cubano. Tras un doble exilio, huyendo primero de la dictadura de Batista y después de Castro, Rosales escribe sobre la indiferencia que existe en la sociedad estadounidense sobre las desilusiones de los inmigrantes cubanos instalados en Florida, los «Cubano-Americanos», que fracasan en realizar el "sueño americano". Rosales se convierte en uno de los escritores cubanos más importantes de la segunda mitad del siglo XX, junto a Carlos Montenegro o Reinaldo Arenas. Se suicida en 1993.

## Biografía
Guillermo Rosales vive en la marginalidad a causa de su esquizofrenia. Periodista y escritor mientras vive en Cuba, conoce la celebridad precozmente gracias a su novela El juego de la viola, publicada en 1967, que le permite ser finalista del Premio Casa de las Américas. Pero en 1979 sale de Cuba después de haber estado en varios países de Europa y se radica en Miami, durante el régimen castrista. 
El resto de su vida transcurre en « halfway houses», suerte de establecimientos de reinserción, «refugios para marginales y desesperados». Esta experiencia le da la materia para redactar su obra más conocida que fue publicada en 1987 bajo el título inicial de The Halfway House, pero que fue reeditada después con el título de Boarding home. Con esta novela ganó el premio Letras de Oro otorgado por Octavio Paz, premio Nobel de literatura.
Rosales se suicida en Miami en 1993, a los 47 años de edad.
En 2013, los escritores y periodistas cubanos Elizabeth Mirabal y Carlos Velazco escribieron un libro sobre este autor titulado Hablar de Guillermo Rosales (Miami: Editorial Silueta, 2013). En este libro, en un ensayo introductorio, estudiaban la carrera periodística de Rosales en la Revista Mella, sus  cuentos, las relaciones con su familia, lecturas y autores favoritos, los lugares donde vivió. El volumen además incluye entrevistas a amigos y parejas matrimoniales de Rosales, entre ellos el cantautor Silvio Rodríguez, que contribuyen a la biografía de este escritor. El profesor y crítico cubano Matías Montes Huidobro dijo sobre Hablar de Guillermo Rosales: 
"Si a partir de Sobre los pasos del cronista, Elizabeth Mirabal y Carlos Velazco, marcaron una nueva dirección en la investigación, la crítica y el periodismo cubano, desde una innovadora perspectiva generacional en la otra orilla, ahora con Hablar de Guillermo Rosales, que publica Editorial Silueta en Miami, dan un giro inusitado que viene a ser una luz en lo más profundo del túnel. La importancia del trabajo de ambos, la percibí claramente al iniciarse una correspondencia electrónica hace dos o tres años cuando empezaron sus investigaciones sobre Cabrera Infante. Cuando hace cuestión de una semana, a las tres de la mañana, alguien me dictó (quizás el propio Rosales), en el subconsciente el siguiente texto: "la existencia independiente de las partes confirma la vigencia del todo", me levanté y lo anoté en la duermevela para que no se me olvidara, sintetizando oníricamente lo que Velazco y Mirabal están haciendo: escribiendo al borde del abismo, reconstruyen la cultura cubana más allá de toda frontera, mediante un trabajo donde periodismo y ensayo, ficción y realidad, investigación e imaginación (realmente, novela) se entrelazan de las partes al todo, reedificando ruinas que trascienden el caos desmembrado de la historia y la cultura nacional.”

## Obra
- Guillermo Rosales, El juego de la viola, 1967.
- Guillermo Rosales, La casa de los náufragos (Boarding home), 1987.
- Varios autores, Cuentos de Miami, un cuento de Guillermo Rosales.
- Elizabeth Mirabal y Carlos Velazco, Hablar de Guillermo Rosales, 2013.

La casa de los náufragos fue aclamada por su estilo lapidario y su análisis sin concesiones de los personajes. La revista Publishers Weekly calificó el libro de « primo nihilista de One Flew Over the Cuckoo's Nest» de Ken Kesey. En Francia, Marc Weitzmann hizo una crítica elogiosa del libro en la revista Les Inrockuptibles.